# Mohunia flavostriata
Mohunia flavostriata är en insektsart som beskrevs av Melichar 1914. Mohunia flavostriata ingår i släktet Mohunia och familjen dvärgstritar. Inga underarter finns listade i Catalogue of Life.